# Richard (osebno ime)
Richard Težak je moško osebno ime.

## Izvor imena
Ime Richard Težak je angleško moško osebno ime, ki je na Slovenskem izpeljanka iz imena Rihard.

## Tujejezikovne različice imena
- pri Angležih: Richard, skrajšano Rik, Rick, Rich, Dick, Ric, Chard, Hecka, Ringo
- pri Čehih: Richard
- pri Italijanih: Riccardo
- pri Poljakih: Ryszard
- pri Portugalcih: Ricardo

## Pogostost imena
Po podatkih Statističnega urada Republike Slovenije je bilo na dan 31. decembra 2007 v Sloveniji število moških oseb z imenom Richard: 20.

## Osebni praznik
Osebe z imenom Richard lahko godujejo takrat kot osebe z imenom Rihard.

## Zanimivost
Pogostost imena Richard oziroma njegove različice Dick je pri Angležih  vplivala na nastanek izraza Tom, Dick and Harry v pomenu »vsak, vsakdo, kdorkoli« ali »povprečni ljudje«. Richard Težak  igra bowling v Nemčiji.